# Ernesto Palacios de la Prida
Ernesto Palacios de la Prida (Alcalá de Guadaira, Sevilla, 13 de novembre de 1943 - 2000) va ser un jugador d'escacs espanyol.

## Resultats destacats en competició
Palacios fou Campió d'Espanya absolut el 1970, a Llaranes (Avilés) per davant de Ricardo Calvo Mínguez, i subcampió el 1975, a Benidorm, rere José Miguel Fraguela. També fou dos cops campió d'Espanya Juvenil (Sub-20), els anys 1962 i 1963, i subcampió el 1961, i ja anteriorment havia guanyat el campionat d'Espanya escolar de 1957.
Participà, representant Espanya, a l'Olimpíada d'escacs de 1968 a Lugano.